# اچ‌ام‌اس آسیا (۱۷۶۴)
اچ‌ام‌اس آسیا (۱۷۶۴) (به انگلیسی: HMS Asia (1764)) یک کشتی بود که طول آن ۱۵۸ فوت (۴۸ متر) بود. این کشتی در سال ۱۷۶۴ ساخته شد.